# VMDK
VMDK (abbreviazione di Virtual Machine Disk) è un formato di file rappresentante un hard disk virtuale di dimensioni fisse o dinamiche prevalentemente per le macchine virtuali VMware.
Esistono strumenti che consentono di convertire file VMDK in formati compatibili con altre piattaforme di virtualizzazione.

## Prodotti che utilizzano il formato
- VMware Workstation
- VMware Player
- VMware Server
- VirtualBox
- QEMU
- Parallels Desktop for Mac
- Norton Ghost